# Sončni park Gudžarat
Sončni park Gudžarat (ang. Gujarat Solar Park) je s kapaciteto 856 MW največja sončna elektrarna na svetu. Park obsega 17 manjših fotovoltaičnih elektrarn v kraju Gudžarat, Indija. Planirana končna kapaciteta bo okrog 1000 MW (1 GW). Območje obsega 2000 hektarov.
Elektrarna naj bi letno prihranila okrog 8 milijonov ton emisij CO2 in okrog 900 000 ton zemeljskega plina.